# Demandice
Demandice (allemand : Demenditz , hongrois : Deménd) est un village de Slovaquie situé dans la région de Nitra.

## Histoire
Première mention écrite du village en 1291.
La localité fut annexée par la Hongrie après le premier arbitrage de Vienne le 2 novembre 1938. En 1938, on comptait 1 261 habitants dont 12 d'origine juive. Elle faisait partie du district de Šahy (hongrois : Ipolysági járás). Le nom de la localité avant la Seconde Guerre mondiale était Demandice/Deménd. Durant la période 1938 - 1945, le nom hongrois Deménd était d'usage. À la libération, la commune a été réintégrée dans la Tchécoslovaquie reconstituée.

## Démographie

### Évolution de la population
| Année:               | 1994. | 2004.   | 2014.   | 2024.  |
| -------------------- | ----- | ------- | ------- | ------ |
| Nombre de personnes: | 1031  | 1001    | 1000    | 915    |
| Différence:          |       | -2,90 % | -0,09 % | -8,5 % |

| Année:               | 2023. | 2024.   |
| -------------------- | ----- | ------- |
| Nombre de personnes: | 919   | 915     |
| Différence:          |       | -0,43 % |